# شبلی (استان بلیده)
شبلی (به عربی: الشبلی) یک شهرداری در الجزایر است که در استان البلیده واقع شده‌است. شبلی ۲۱٬۵۰۶ نفر جمعیت دارد.